# B the Beginning
B: The Beginning (яп. B初め Б:Бигининг, «Би: Начало») — оригинальный аниме-сериал, выпускаемый компанией Netflix совместно с студией Production I.G. Мировая премьера состоялась 2 марта 2018 года в 190 странах.

## Сюжет
Действие происходит в мире, который смог достичь огромных успехов в области создания технологий и компьютерных сетей, в островной нации Кремона.
Главным героям, Коку и Киту, являющимся легендарными следователями королевской полиции RIS, предстоит разобраться с таинственной преступной организацией. Однако, помимо преступной группировки, городу угрожает ещё нечто страшное, а именно череда таинственных и жестоких серийных убийств, на месте которых можно обнаружить подпись убийцы «Би», чью личность, а также цель преступлений и необходимо будет раскрыть героям.

## Персонажи
Кит Казама Флик (яп. キースカザマフリック Ки:су Кадзама Фурику)
Сэйю: Хироаки Хирата
Коку (яп. コク Ко:ку)
Сэйю: Юки Кадзи

## Медиа-издания

### Аниме
Аниме-сериал был анонсирован 25 февраля 2016 года компанией Netflix, которая заявила о том, что сериал будет состоять из 12 эпизодов и показан в 190 странах мира. Изначально экранизация была названа Perfect Bones. Позднее название сериала было полностью изменено на B: The Beginning. Главным режиссёром, автором и художником проекта является Казуто Накадзава. В этом ему будут помогать дополнительный режиссёр Ясунобу Ямакава, сценарист Катсунари Исида, а также композитор Ёсихиро Ике.
Также стало известно, что при написании заглавной музыкальной темы «The Perfect World» принимают участие гитарист Марти Фридман из легендарной группы (Megadeth), музыкант КенКен — ранее работавший над музыкой в качестве композитора для «Space Dandy», а также Коюдзи Фудзимото. 13 июня 2018, канал Netflix анонсировал второй сезон сериала «B: The Beginning». Анонс вышел во время фестиваля Аннеси, где первый сезон участвует в конкурсе анимационных сериалов.